# Cantón Pindal
Pindal es un cantón de la provincia de Loja en Ecuador. Su población estimada es de 8645 habitantes.
Ubicado en la zona de régimen costa y con un clima tropical húmedo en la parte norte y cálido seco en el sur y oeste, sus cultivos están basados en maíz, banano, café, arroz, naranja, caña, piña y yuca.
Forma parte de la Mancomunidad Bosque Seco, una agrupación de varios cantones que forman parte del Bosque Seco Tropical de la provincia de Loja

## Geografía
Está ubicado en la parte occidental de la provincia de Loja en una zona de tierras bajas, al pie de las estribaciones de Celica. El relieve es mixto, parcialmente colinado y llano, con accidentes geográficos como quebradas y elevaciones que se ubican al pie de la cordillera. La principal característica de dichas elevaciones es que las mismas son pequeñas colinas que salpican el territorio.
Una parte del terreno ha sido modificado por el hombre al expandir la frontera agrícola. El paisaje predominante está formado por extensiones de cultivos, pastos para ganado vacuno  y terrenos áridos de sabana.
La vegetación se compone de bosque seco y por matorral arbustivo, mientras en las laderas de la cordillera se compone básicamente por bosque tropical semihúmedo.
El cantón Pindal es atravesado por el río Alamor que baja de la cordillera de Celica, recibiendo afluentes como el río Quillusara.
El punto más alto del cantón se encuentra en los límites con el cantón Celica, cerca del poblado de San Juan de Pózul, a 1650 m s. n. m. Mientras que el más bajo se encuentra en el nacimiento de la quebrada de Conventos, al unirse las quebradas Turinuma e Higuerones, en el triple límite con los cantones Puyango y Zapotillo, a 330 m s. n. m.

## Economía
La economía del Cantón Pindal se sustenta principalmente en la agricultura y la ganadería; el comercio es importante con el resto de la provincia, el norte de Perú y la costa ecuatoriana, la producción maicera a gran escala le ha dado el apelativo de ser la "Capital Maicera del Ecuador"
En los últimos años gracias a la construcción de un gran centro de almacenamiento y ensilaje Pindal ha podido asegurar su producción y venta; pero no solamente se produce maíz, sino también caña de azúcar y frutales, otro aspecto destacable es la ganadería y sus balnearios naturales de exuberante belleza. 

## Ganadería
Es un cantón ganadero en toda la extensión, con haciendas y granjas ganaderas de producción bovina de carne y leche y también de ganado caprino.

## Clima
El clima de Pindal es tropical sabana, muy caliente todo el año con un  promedio de 26 °C, este tipo de clima presenta veranos muy largos, sequías frecuentes e inviernos torrenciales.
A pesar de haber pocas lluvias, la humedad ambiental es alta, las temperaturas más altas alcanzan hasta 37 °C y las más bajas se ubican en 15 °C.
El Fenómeno del niño se presenta de enero a mayo y trae consigo altas temperaturas y lluvias abundantes y torrenciales, en un año promedio la precipitación alcanza los 750 mm, sin embargo es común que ciertos años haya un déficit hídrico  o sequía importante que afecta principalmente los meses de febrero a mayo.

De junio a diciembre el clima es seco, con menos de 45 mm acumulados en total, siendo agosto el mes más seco con 0 mm.
| Parámetros climáticos promedio de Pindal, Ecuador | Parámetros climáticos promedio de Pindal, Ecuador | Parámetros climáticos promedio de Pindal, Ecuador | Parámetros climáticos promedio de Pindal, Ecuador | Parámetros climáticos promedio de Pindal, Ecuador | Parámetros climáticos promedio de Pindal, Ecuador | Parámetros climáticos promedio de Pindal, Ecuador | Parámetros climáticos promedio de Pindal, Ecuador | Parámetros climáticos promedio de Pindal, Ecuador | Parámetros climáticos promedio de Pindal, Ecuador | Parámetros climáticos promedio de Pindal, Ecuador | Parámetros climáticos promedio de Pindal, Ecuador | Parámetros climáticos promedio de Pindal, Ecuador | Parámetros climáticos promedio de Pindal, Ecuador |
| Mes                                               | Ene.                                              | Feb.                                              | Mar.                                              | Abr.                                              | May.                                              | Jun.                                              | Jul.                                              | Ago.                                              | Sep.                                              | Oct.                                              | Nov.                                              | Dic.                                              | Anual                                             |
| ------------------------------------------------- | ------------------------------------------------- | ------------------------------------------------- | ------------------------------------------------- | ------------------------------------------------- | ------------------------------------------------- | ------------------------------------------------- | ------------------------------------------------- | ------------------------------------------------- | ------------------------------------------------- | ------------------------------------------------- | ------------------------------------------------- | ------------------------------------------------- | ------------------------------------------------- |
| Temp. máx. abs. (°C)                              | 38.1                                              | 38.0                                              | 37.5                                              | 35.5                                              | 36.0                                              | 35.2                                              | 34.1                                              | 35.0                                              | 36.8                                              | 36.8                                              | 36.8                                              | 37.0                                              | 37.5                                              |
| Temp. máx. media (°C)                             | 32.7                                              | 32.9                                              | 32.2                                              | 32.0                                              | 31.2                                              | 30.9                                              | 29.8                                              | 31.0                                              | 32.2                                              | 32.5                                              | 32.6                                              | 32.6                                              | 32.3                                              |
| Temp. media (°C)                                  | 26.9                                              | 26.4                                              | 26.2                                              | 26.0                                              | 25.7                                              | 25.5                                              | 25.0                                              | 25.2                                              | 26.0                                              | 26.2                                              | 26.3                                              | 26.4                                              | 26.0                                              |
| Temp. mín. media (°C)                             | 22.1                                              | 22.0                                              | 22.2                                              | 22.0                                              | 21.6                                              | 20.0                                              | 18.1                                              | 19.0                                              | 19.2                                              | 19.6                                              | 20.1                                              | 20.1                                              | 20.0                                              |
| Temp. mín. abs. (°C)                              | 15.8                                              | 15.8                                              | 15.6                                              | 15.7                                              | 15.2                                              | 14.6                                              | 14.4                                              | 14.7                                              | 14.9                                              | 15.1                                              | 15.6                                              | 15.8                                              | 15.8                                              |
| Precipitación total (mm)                          | 95                                                | 220                                               | 236                                               | 100                                               | 50                                                | 20.6                                              | 2.6                                               | 0                                                 | 0.5                                               | 0.6                                               | 2.0                                               | 18                                                | 744.9                                             |
| Días de precipitaciones (≥ 1.0 mm)                | 16                                                | 23                                                | 24                                                | 17                                                | 10                                                | 4                                                 | 1                                                 | 0                                                 | 1                                                 | 1                                                 | 2                                                 | 4                                                 | 101                                               |
| Fuente n.º 1: World Meteorological Organization   |                                                   |                                                   |                                                   |                                                   |                                                   |                                                   |                                                   |                                                   |                                                   |                                                   |                                                   |                                                   |                                                   |
| Fuente n.º 2: NOAA                                |                                                   |                                                   |                                                   |                                                   |                                                   |                                                   |                                                   |                                                   |                                                   |                                                   |                                                   |                                                   |                                                   |

## Límites
- Al norte con el cantón Puyango
- Al sur con los cantones Celica y Zapotillo
- Al este con los cantones Celica y Puyango
- Al oeste con los cantones Puyango y Zapotillo

## División política
El cantón Pindal se divide en cuatro parroquias:
- Pindal (cabecera cantonal)
- Chaquinal
- Milagros
- 12 de Diciembre

## Coordenadas
Longitud: -80° 0' 38" este (sobre la quebrada El Papayo) y -80° 13' 59" oeste (nacimiento de la quebrada de Conventos)
Latitud: -4° 1' 37" norte (sobre la quebrada Turinuma) y -4° 10' 28" sur (sobre el río Quillusara)